# Wangsimnidoseon-dong
Wangsimnidoseon-dong (koreanska: 왕십리도선동) är en stadsdel i stadsdistriktet Seongdong-gu i Sydkoreas huvudstad Seoul. Stadsdelen bildades 2008 genom en sammanslagning av stadsdelarna Wangsimni 1-dong och Doseon-dong.